# ARA Uruguay

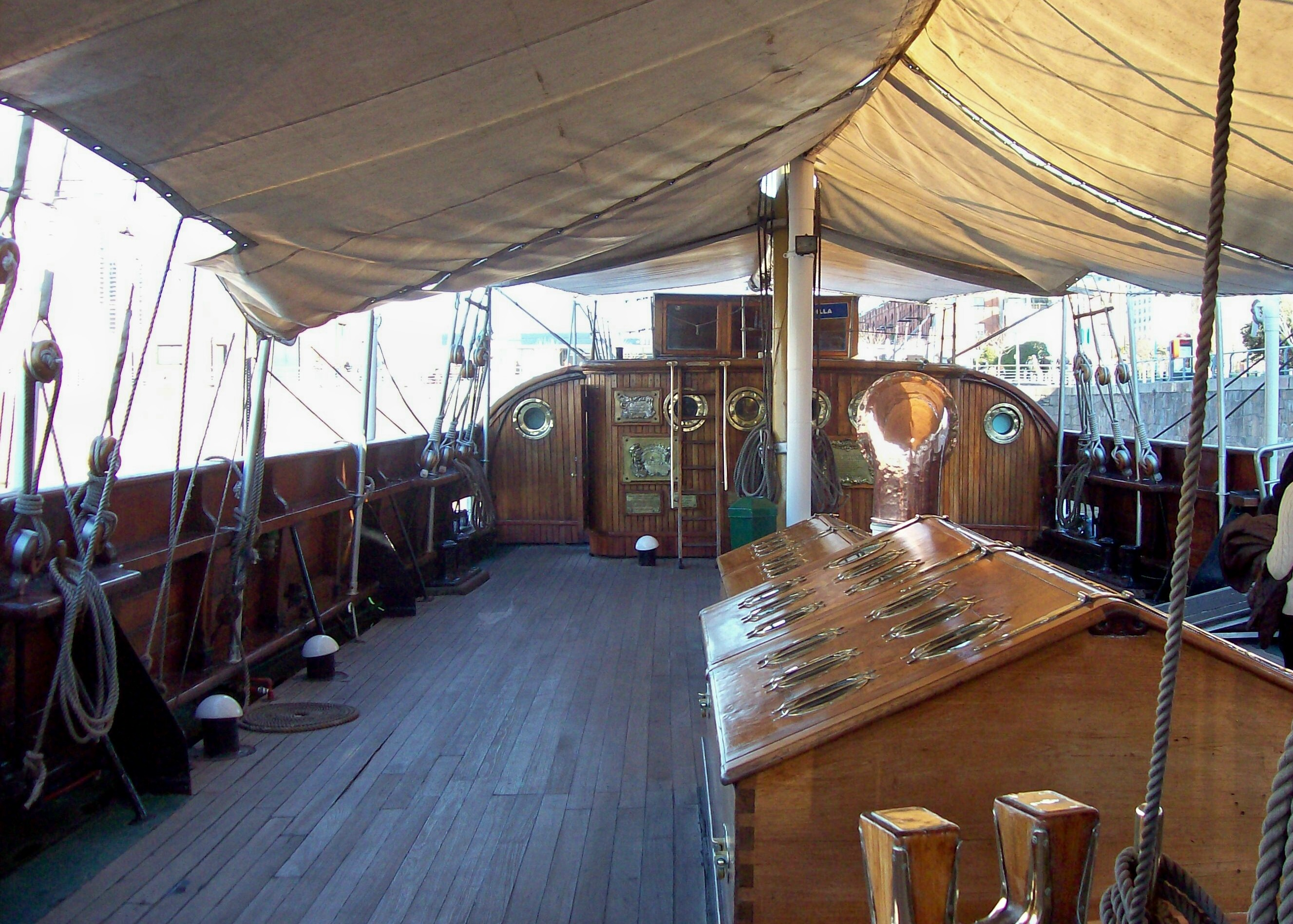
Cubierta principal.

La corbeta ARA Uruguay, convertida en buque museo, es el buque de mayor antigüedad de la Armada Argentina, incorporado oficialmente en septiembre de 1874.
Último exponente de la legendaria Escuadra de Sarmiento, la corbeta Uruguay intervino en revoluciones, rescates, expediciones, y fue incluso sede flotante de la Escuela Naval Militar. Su acción más destacada se realizó entre 1901 y 1903 cuando al mando del almirante Julián Irizar apoyó y luego rescató a la expedición antártica de Otto Nordenskjöld. Retirada de servicio en 1927, fue declarada en 1967 Monumento Histórico Nacional y como tal hoy se exhibe amarrada como barco museo en el dique 4 de Puerto Madero, en la Ciudad de Buenos Aires.

## Nombre
ARA Uruguay refiere a su pertenencia a la Armada de la República Argentina o ARA y al importante río Uruguay que actualmente Argentina comparte con el país homónimo y con Brasil.

## Historia
Poco tiempo después de la Guerra del Paraguay, la Ley N.º 498 de adquisición de armamento naval (27 de mayo de 1872) fue autorizada la compra de buques de guerra; estos constituyeron la denominada Escuadra de Sarmiento, la cual fue la primera escuadra de guerra moderna (aunque aun con un perfil fluvial) y cuyo apodo viene de quien fuera presidente por aquel entonces, Domingo F. Sarmiento. Junto con la mencionada ley, también se creaba la Escuela Naval Militar en pos de profesionalizar el personal naval. 
La corbeta ARA Uruguay tal vez el velero más antiguo de Sudamérica: fue botada en 1874 junto con su gemela ARA Paraná en los astilleros Cammell Laird Bros. de Birkenhead (Inglaterra). Se trata de una corbeta, con aparejo de barca con gavias dobles, con tres palos, dos de los cuales tienen vergas cruzadas. El casco es de acero forrado en madera de teca. Fue designado Buque Escuela en 1877, y embarcando a los cadetes de la Escuela Naval Militar, entre febrero y mayo de 1878 reparó el cable telegráfico submarino con Martín García, para a continuación emprender una campaña hidrográfica entre los cabos San Antonio y Corrientes, levantando una carta náutica de Samborombón.

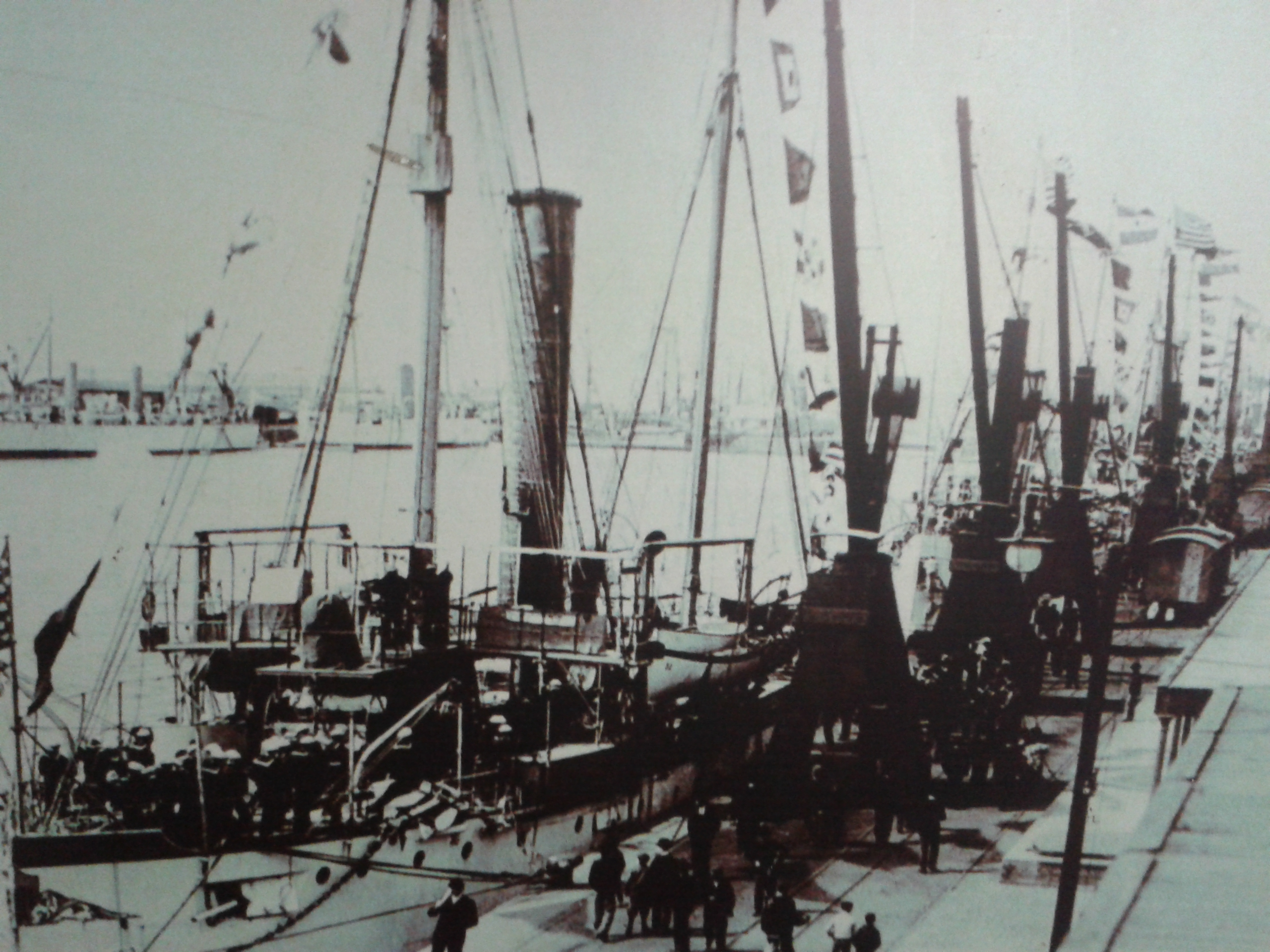
ARA Corbeta Uruguay, c. 1880

A fines de 1878, durante la presidencia de Nicolas Avellaneda y en el marco de relaciones muy tensas debido a cuestiones limítrofes (que databan desde 1843, época en que Chile se había instalado en el Estrecho de Magallanes) bajo mando del teniente coronel de Marina Martín Guerrico, la ARA Uruguay formó parte de la expedición ordenada por el comodoro Luis Py a la Patagonia, concretamente al sur del río Santa Cruz. El objetivo era reivindicar la soberanía argentina sobre esa región; formaban parte de la expedición el monitor Los Andes y la bombardera Constitución. Cabe destacar que 39 cadetes de la Escuela Naval Militar formaban parte de la tripulación de la corbeta ARA Uruguay y rindieron examen a bordo de la misma y durante ese viaje.
En 1882 transportó a comisiones científicas extranjeras que vinieron a observar el paso del disco de Venus por delante del Sol.
En 1903, siendo su capitán Julián Irízar, tuvo la histórica misión de rescatar a la expedición antártica sueca de Otto Nordenskjöld, cuya embarcación, la "Antartic", había quedado destruida por los hielos. Esto decía el diario argentino La Nación al relatar los hechos del día anterior, 8 de octubre, en que la nave partía al rescate:

Navega en estos momentos con rumbo al sur la cañonera Uruguay, que envía el gobierno argentino en auxilio del Antartic. El grupo de marinos que tripula la antigua corbeta debe ir muy satisfecho de la entusiasta despedida que le hizo el numeroso público que fue a ver la despedida de la nave. Toda la mañana, y hasta momentos antes de zarpar, circuló por la cubierta del buque un gran número de familias. Después de mediodía, cuando el espacio de que se dispone era estrecho, se prohibió el acceso a bordo. El público que a las 12 no pudo entrar en la cañonera tomó posiciones en los malecones del dique en que se halla la Uruguay y en los de Dársena Norte. Momentos antes de la hora señalada para la partida una masa de público ocupaba el coronamiento de una gran parte de los malecones del Arsenal de Marina.
Después de cambiar algunas palabras con el comandante Irizar, el (presidente argentino) General Roca, con visible emoción se dirigió al personal del buque.... A las dos menos cinco (de la tarde) la cañonera comenzó a abandonar el dique lentamente, tirada de la proa por el remolcador Vigilante. Así que el público vio que la Uruguay se ponía en franquía, en toda la línea de los malecones se repitieron vivas a nuestra marina y jefes más distinguidos.

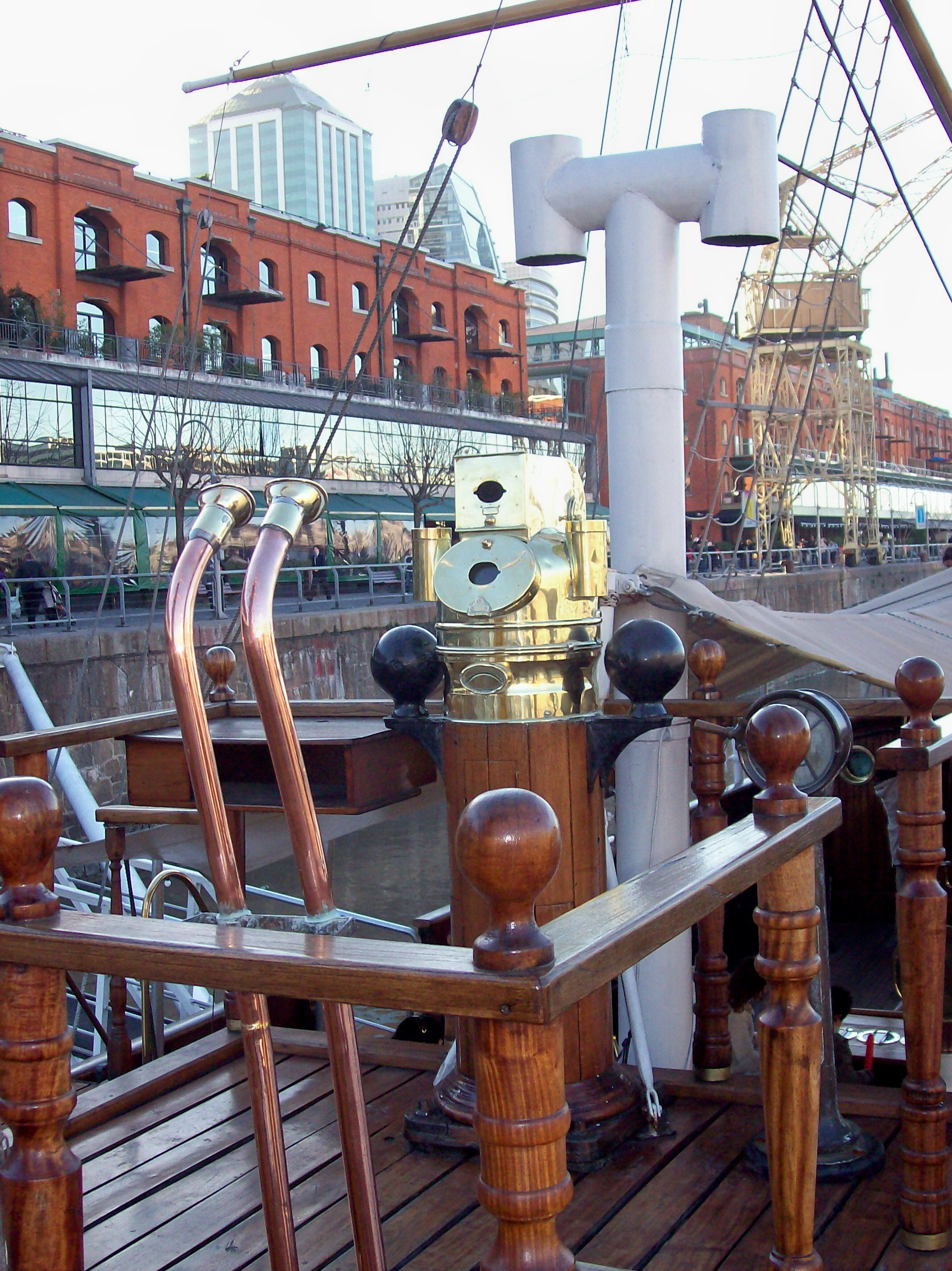
Compás patrón.

Al evento, además del presidente argentino Julio Argentino Roca, asistieron entre otros el intendente de Buenos Aires, el ministro uruguayo y el representante de Chile.
En 1919 condujo a México los restos mortales del poeta Amado Nervo. La corbeta fue utilizada también con fines científicos, en apoyo de misiones de estudio de las costas del sur de la Argentina. Fue retirada de servicio en 1926, para convertirse en polvorín flotante.
En 1954 fue reconstruida en los Astilleros Río Santiago, y amarrada, dos años más tarde, al muelle de la Escuela Naval Militar. Declarada Monumento Histórico Nacional en 1967, en la actualidad integra, junto a la Fragata Sarmiento, el Museo del Mar y de la Navegación y se halla amarrada en Puerto Madero, en el dique n.º 4.

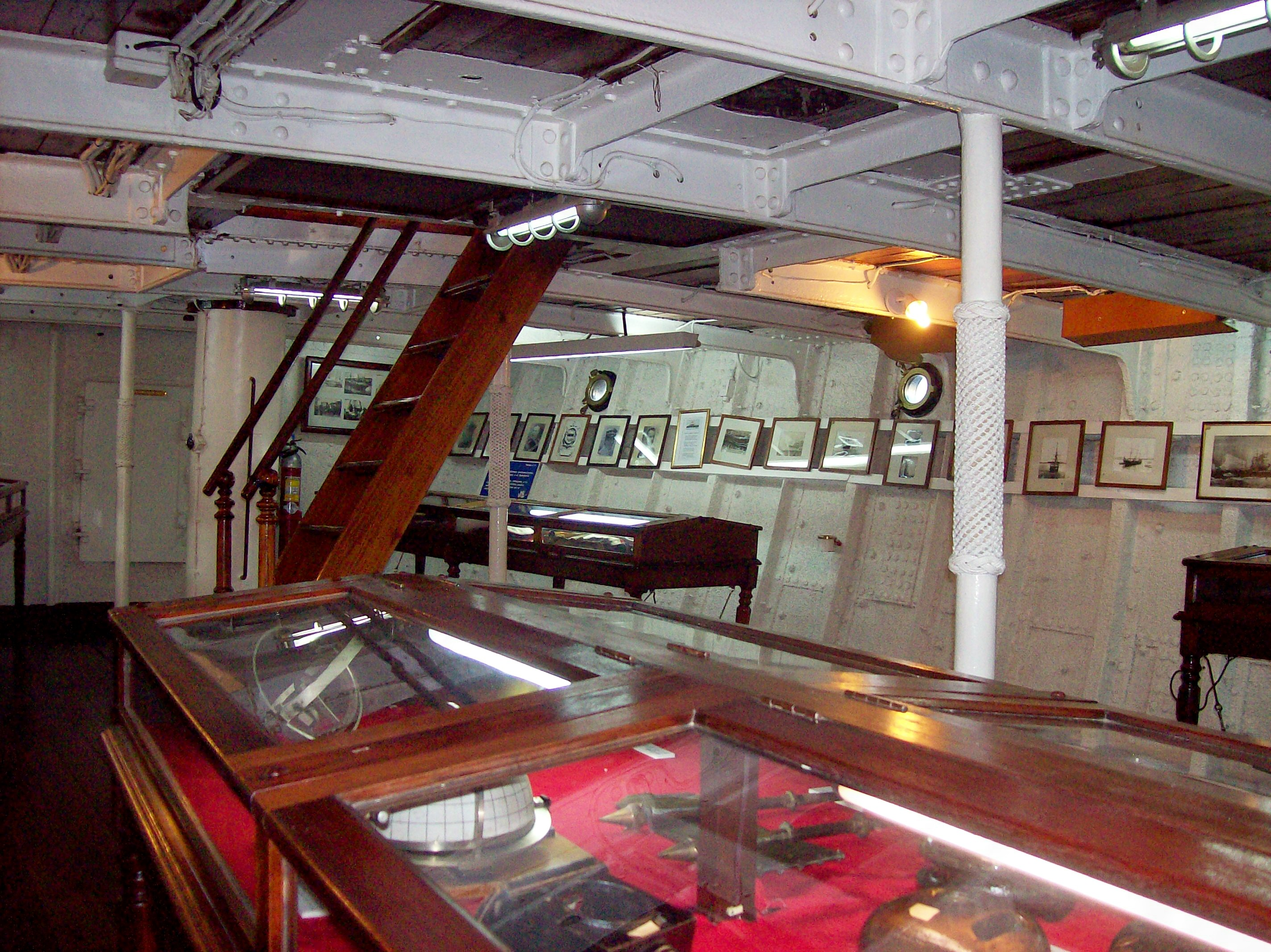
Vista interior, museo naval.

## Fuente
- Comisión Nacional de Museos y de Monumentos y Lugares Históricos (1998). Monumentos Históricos de la República Argentina. Secretaría de Cultura de la Nación. ISBN 950-720-057-6.
- Almanaque del diario La Nación de 1958, con recordatorios de fechas históricas argentinas.